# Burgos, Ilocos Norte
Burgos là một đô thị hạng 5 ở tỉnh Ilocos Norte, Philippines. Theo điều tra dân số năm 2007, đô thị này có dân số 8.765 người trong 1.784 hộ.

## Các đơn vị hành chính
Burgos được chia ra 11 barangay.
- Ablan
- Agaga
- Bayog
- Bobon
- Buduan (Malituek)
- Nagsurot
- Paayas
- Pagali
- Poblacion
- Saoit
- Tanap